# Immigration Act of 1924

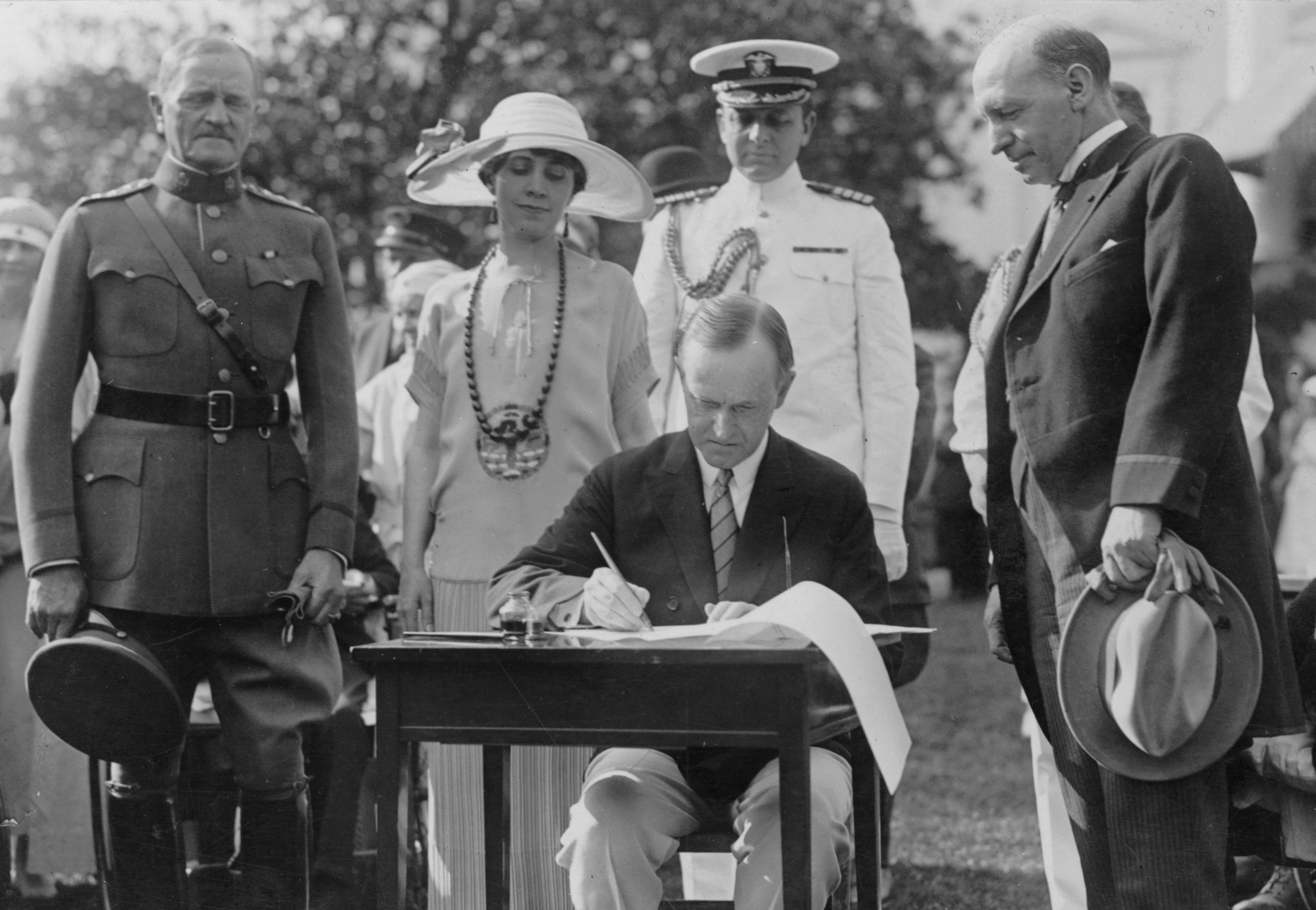
Präsident Calvin Coolidge unterzeichnet das Gesetz vor dem Weißen Haus. John J. Pershing steht links vom Präsidenten.

Der Immigration Act of 1924, auch als National Origins Act, Asian Exclusion Act oder Johnson-Reed Act bekannt, war ein Bundesgesetz der USA, das die Anzahl der Immigranten, die aus jedem Land in die USA jährlich einwandern durften, auf 2 % der bereits aus diesem Land stammenden Bevölkerung begrenzte.

## Inhalt und Bedeutung
Als Datengrundlage wurde die Volkszählung von 1890 zugrunde gelegt. Es schloss asiatische Arbeiter von der Einwanderung aus, insbesondere chinesische Immigranten, denen seit dem Chinese Exclusion Act von 1882 die Einreise in die USA untersagt war, sowie chinesische Prostituierte und verstärkte den Effekt der Alien Land Acts einiger westlicher Bundesstaaten, die japanische Amerikaner daran hinderten, legal Land zu besitzen. Es löste den Emergency Quota Act von 1921 ab. Das Gesetz zielte darauf ab, die Immigration von Südeuropäern und Osteuropäern, die seit den 1890ern zahlreich eingewandert waren, weiter einzuschränken, und untersagte Ostasiaten und Indern die Immigration völlig. Für die Einwanderung aus Lateinamerika wurden keine Grenzen beschlossen.
Das Gesetz wurde nach intensiver Lobbyarbeit mit starker Unterstützung des Kongresses beschlossen. Es gab nur 8 Gegenstimmen im Senat und eine Handvoll Gegner im Repräsentantenhaus. Am entschiedensten wandte sich der frisch gewählte Vertreter von Brooklyn, Emanuel Celler, gegen das Gesetz. Über die nächsten vier Jahrzehnte hinweg machte Celler, der dem Haus fast ein halbes Jahrhundert angehörte, die Aufhebung des Gesetzes zum Gegenstand eines persönlichen Kreuzzugs.
Einige der entschiedensten Anhänger des Gesetzes waren von Madison Grant und seinem 1916 erschienenen Buch The Passing of the Great Race beeinflusst. Grant war ein Eugeniker und ein Anhänger der Rassenhygiene. Er versuchte die Überlegenheit der nordeuropäischen Rassen zu beweisen. Aber die meisten Verfechter des Gesetzes wollten vor allem den ethnischen status quo aufrechterhalten und die Konkurrenz fremder Arbeiter vermeiden.

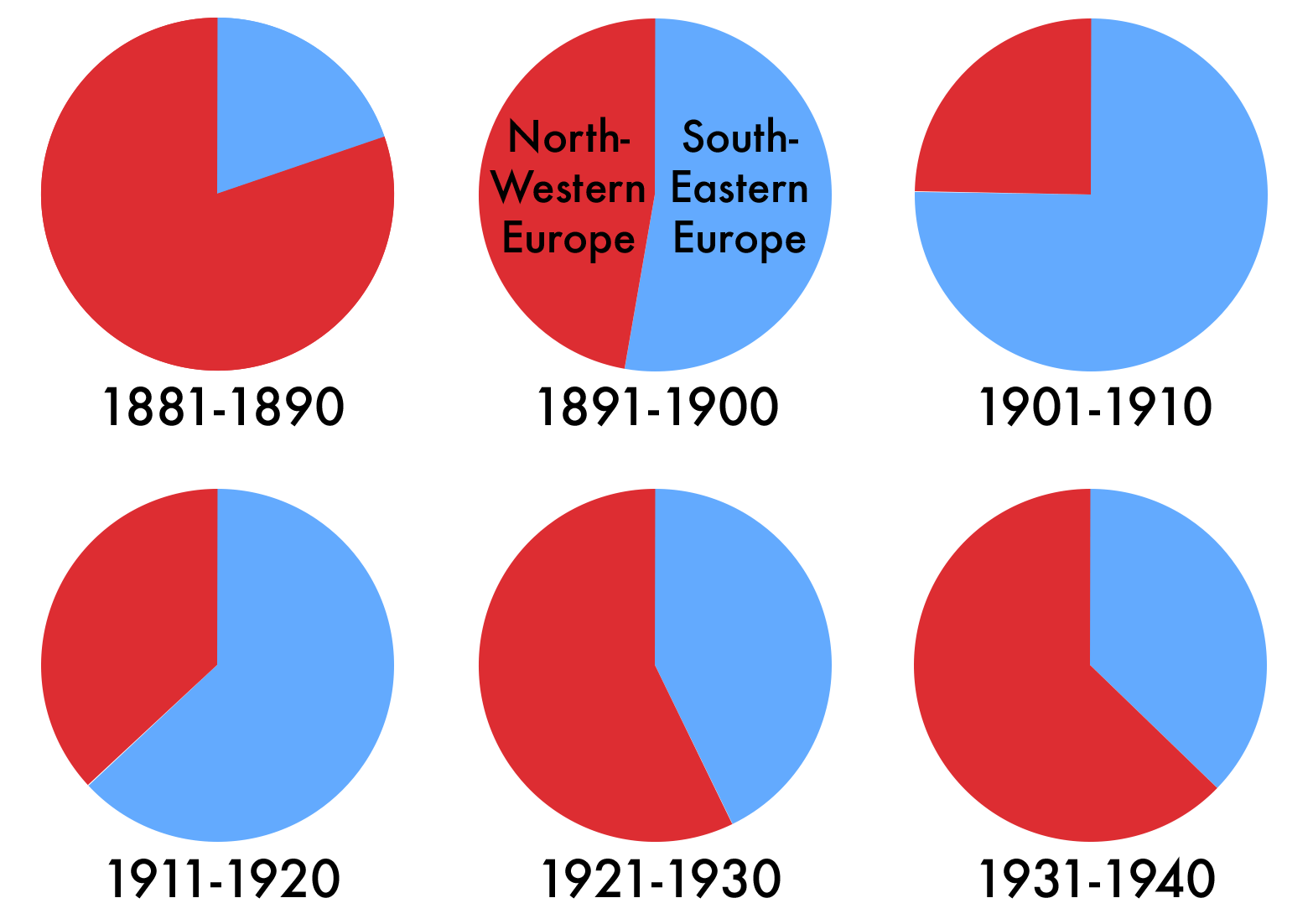
Relative Anteile der Immigranten aus dem Norden und Westen Europas (rot) und aus dem Süden und Osten Europas (blau) in den Jahrzehnten vor und nach der die Einwanderung begrenzenden Gesetzgebung

Das Gesetz stoppte ‚unerwünschte‘ Immigration mit Quoten. Es schloss bestimmte Herkunftsländer aus dem asiatisch-pazifischen Dreieck wie Japan, China, die Philippinen, Laos, Siam (Thailand), Kambodscha, Singapur (damals eine britische Kolonie), Korea, Vietnam, Indonesien, Burma (Myanmar), Indien, Ceylon (Sri Lanka) und Malaysien aus.  Es schloss Immigranten aus, die, wie man meinte, eine unerwünschte „Rasse“ hatten.

## Folgen der Quotierung
In den zehn Jahren nach 1900 wanderten jährlich etwa 200.000 Italiener ein. Mit der Durchsetzung der Quoten von 1921 durften jedoch nur noch 4.000 pro Jahr kommen, und mit der Neuregulierung von 1924 „wurde die Gesamteinwanderung auf jährlich 164.667 Personen begrenzt“. In diesem Kontingent waren 51.227 Plätze für deutsche Immigranten enthalten. In der Folge der Weltwirtschaftskrise von 1929 wurde die Gesamtzahl der erlaubten Einwanderungen auf 153.879 Personen jährlich reduziert, der deutsche Anteil aber halbiert, auf 25.957 Personen (während die Zahl für Einwanderungswillige aus Großbritannien von 34.007 auf 65.721 Personen heraufgesetzt wurde).
Diese nun festgesetzten Quoten bildeten den Rahmen für die amerikanische Einwanderungspolitik in den 1930er und 1940er, „denn zu keiner Zeit haben die USA in den Jahren 1933 bis 1945 ihre Einwanderungspolitik geändert“. Mit geringen Modifikationen blieben die Quoten bis zum Immigration Act von 1965 in Kraft.

## Die amerikanische Einwanderungspolitik vor und während des Zweiten Weltkriegs
In den Anfangsjahren der Naziherrschaft in Deutschland gehörten die USA noch nicht zu den primären Fluchtzielen für deutsche Emigranten. Diese flohen zunächst in die europäischen Nachbarländer und hofften, dort das Ende der Naziherrschaft zu erleben. Deshalb ist es auch nicht verwunderlich, dass bis 1938 selbst die Quote für deutsche Einwanderer in die USA nie ausgeschöpft worden ist und sogar nie die Fünfzig-Prozent-Marke überschritten wurde. Dass sie es danach auch nicht wurde – laut Krohn in keinem Jahr zwischen 1933 und 1945 – ist dann aber weniger einem mangelnden Willen zur Einwanderung in die USA geschuldet als vielmehr den zunehmenden Restriktionen seitens der amerikanischen Behörden.

## Die Verschärfung der Quotenregeln
1938, mit dem Anschluss Österreichs an das Deutsche Reich, stieg die Nachfrage nach amerikanischen Visa stark an, 1938 auf etwa 20.000 Anträge, 1939 einmalig auf 32.000 Personen. Da in dieser Anzahl aber auch noch 5.000 Anträge aus dem Vorjahr enthalten gewesen seien, geht Krohn davon aus, dass auch 1939 die Quote für deutsche Einwanderer faktisch nur zu 85 % ausgeschöpft worden sei. Gleichwohl habe das State Department sofort damit begonnen, alle Vorschläge für eine Quotenerhöhung nicht nur zurückzuweisen, „sondern [es] verschärfte sogar noch die prozessualen Bestimmungen. Die dramatischen Bilder endloser Warteschlangen vor den amerikanischen Konsulaten in Europa stammen aus diesen Jahren“. Die einzige flüchtlingsfreundliche Maßnahme sei 1939 gewesen, dass es Personen, die sich mit einem Besucher-Visum in den USA aufgehalten hätten, erlaubt worden sei, ihren Aufenthalt jeweils um sechs Monate zu verlängern.

Die „verschärften prozessualen Bestimmungen“ beschreibt Krohn wie folgt: 

„Zu weiteren Schikanen der Administration zählten die Einführung einer Verwandten-Klausel, nach der Antragsteller mit Angehörigen in Deutschland und der Sowjetunion besonders scharfen Kontrollen unterlagen, oder die gleichmäßige, nicht übertragbare Aufteilung der Quoten auf die verschiedenen Konsulate, wobei klar war, daß etwa die Visa-Nachfrage in Zürich oder Rom in keinem Verhältnis zu der in Marseille stand. Auch die Forderung nach einem zweiten Affidavit erschwerte die Lage. Die Affidavit-Geber selbst wurden zur Abschreckung einer kleinlichen Kontrolle ihrer Vermögensverhältnisse unterworfen.“

Krohn zitiert amerikanische Wissenschaftler, die im Nachhinein urteilten, die damalige amerikanische Visa-Politik sei zu einem Instrument zur Verhinderung von Visa-Erteilungen geworden.
Für die absurden Auswirkungen dieser administrativen Schikanen ist Fritz Karsen ein gutes Beispiel. Er wollte Anfang 1935 von Paris aus in die USA einreisen. Ein Visum für sich und seine Familie erhielt er jedoch trotz eines Affidavits von Max Horkheimer nicht. 1938, die Familie Karsen lebte inzwischen in Bogotá, beantragte er dort ein Besuchervisum für die USA. Der amerikanische Konsul in Bogotá bot ihm jedoch, wie Karsens Tochter Sonja Petra überlieferte, von sich aus statt eines Besuchervisums ein Quota-Visum an, das der Familie Karsen die dauerhafte Einreise in die USA ermöglichte. Kolumbien war eben kein stark frequentiertes Transitland für deutsche Emigranten, die in die USA einwandern wollten.
Auch die Umwandlung eines Besuchervisums in ein unbefristetes Visum war nicht unproblematisch. Der Antrag musste außerhalb der USA gestellt werden, setzte also die Ausreise aus den USA voraus, was wiederum das Erlöschen des Besuchervisums zur Folge hatte. Die Ausreise nach Kuba, in der Hoffnung, dort das zur dauerhaften Wiedereinreise berechtigende Visum zu erhalten, war für viele Menschen der risikobeladene Weg. Erfolgreich gingen ihn zum Beispiel Ernst Moritz Manasse und Ernst Abrahamsohn.
Dass die auf den „Immigration Act von 1924“ gestützte amerikanische Einwanderungspolitik nicht nur schikanös war, sondern direkt lebensbedrohend, zeigt das Schicksal der St. Louis, deren über 900 jüdische Passagieren die USA nach einem gescheiterten Einreiseversuch nach Kuba die Einreise in die USA verweigerten und Schiff und Passagiere zur Rückreise nach Europa zwangen.

## Quota-Visa und Non-Quota-Visa
Für die bislang beschriebenen Mechanismen der amerikanischen Einwanderungspolitik haben sich die Begriffe Quota-Visa bzw. Quota-Visum eingebürgert. Die Ausnahme von diesen strikten Regeln bildeten die Non-Quota-Visa oder Non-Quota-Visen. Ihre Nutznießer waren vor allem Personen aus dem Bereich der Wissenschaften.
1940, nach der Niederlage Frankreichs, wurde auf Initiative von Präsident Franklin D. Roosevelt das „Emergency Visitor’s Program“ geschaffen, das sich um die Einreise besonders gefährdeter Personen außerhalb der Quoten kümmern sollte. Von Hilfsorganisationen wurden hierfür über 3000 Personen benannt, doch verhinderten Interventionen des State Departments, dass das Programm vollumfänglich umgesetzt werden konnte. So verfügte das State Department, dass die Prüfung dieser Visa-Anträge nicht durch die Konsulate vor Ort erfolgen dürfe, sondern durch das State Department in Washington. Das führte nicht nur zu großen zeitlichen Verzögerungen bei der Bearbeitung der Anträge, sondern häufig auch zu schikanösen Rückfragen. Von etwa 1200 Anträgen im Sommer 1940 waren bis zum Jahresende nur 238 entschieden worden, und insgesamt verhalf das Programm lediglich knapp 1000 Menschen zu einer Einreisebewilligung.

## Flüchtlingshilfe trotz Immigration Act und Fremdenfeindlichkeit
So sehr der „Immigration Act von 1924“ die amerikanische Einwanderungspolitik zu einer Zeit bestimmte, als in Europa Menschen massenhaft der Hilfe bedurft hätten, so wenig darf das aber darüber hinwegtäuschen, dass „die USA trotz aller administrativen Behinderungen im Vergleich zu anderen Ländern die meisten Flüchtlinge aufnahmen. In keinem Land hatte es nach 1933 so viele private Initiativen zur Rettung der Flüchtlinge gegeben wie dort, aus keinem Land sind auch so viele begeisterte Zeugnisse von immigrierten Flüchtlingen überliefert, insbesondere von denjenigen, die zuvor Erfahrungen mit anderen Exilländern gemacht hatten“. Hierfür steht die Arbeit des Joint ebenso wie die des American Friends Service Committee oder die von Varian Fry und des Emergency Rescue Committee.

Nicht zu übersehen ist allerdings, dass Isolationismus, Fremdenfeindlichkeit, latenter Antisemitismus und Kommunistenfurcht eine in den USA weitverbreitete Stimmungslage bestimmten, die gegen jegliche Einwanderungen gerichtet war. Auf politischer Ebene gewann sie durch das „House Un-American Activities Committee“ (HUAC), das Komitee für unamerikanische Umtriebe schon sehr früh großen Einfluss und erlebte nach 1945 und in den frühen 1950er Jahren durch die Aktivitäten von Joseph McCarthy ihren vorläufigen Höhepunkt. Krohn zitiert in diesem Zusammenhang einen HUAC-Vorsitzenden:

„We must ignore the tears of sobbing sentimentalists and internationalists, and we must permanently close, lock and bar the gates of our country to new immigration waves and then throw the keys away.“

Diese Shut-the-door-Ideologie machte auch vor Kindern nicht halt.

„Als Senator Robert Wagner 1939 eine Gesetzesvorlage einbrachte, der zufolge 20000 jüdischen Kindern aus Deutschland die Aufnahme in den Vereinigten Staaten ermoglicht werden sollte, wurde diese Initiative von einer Koalition antijüdischer Kräfte – darunter der katholische Wohlfahrtsverband und konservative Frauenorganisationen, die argumentierten, daß kein besonderer Notfall vorliege, um diese Maßnahme zu rechtfertigen – mit Leichtigkeit abgeschmettert.“